# Pseudocollinella parasciaspidis
Pseudocollinella parasciaspidis är en tvåvingeart som beskrevs av Marshall 1993. Pseudocollinella parasciaspidis ingår i släktet Pseudocollinella och familjen hoppflugor.
Artens utbredningsområde är Arizona. Inga underarter finns listade i Catalogue of Life.